# Ladjedelnica 3. Maj
3. Maj (uradno ime: Treći Maj Brodogradilište d.d.;) je ladjedelnica pri mestu Rijeka, Hrvaška. Večinoma gradi tankerje, ladje za razsuti tovor in kontejnerske ladje, včasih pa tudi trajekte in jahte. Ima približno 2850 zaposlenih.
Leta 1892 je nemška Howaldtswerke zgradila prvi dok. Ko se je njihova pogodba iztekla, so ladjedelnico leta 1905 prevzeli trije poslovneži iz Budimpešte Danubius, Schönichen in Hartman. Povečali so ladjedelnico in ji spremenili ime v Danubius, leta 1911 pa v Ganz&Co Danubius. Leta 1920 je padla v italijansko last in ime so spet spremenili v Cantieri Navali del Quarnero.
Med drugo svetovno vojno je bila ladjedelnica povsem uničena. Po vojni je nosila ime Kvarnersko Brodogradilište, ki so ga spremenili v 3. Maj, po datumu osvoboditve Rijeke izpod okupatorjev. Postala je ena izmed največjih ladjedelnic v Sredozemlju.